# Grendel

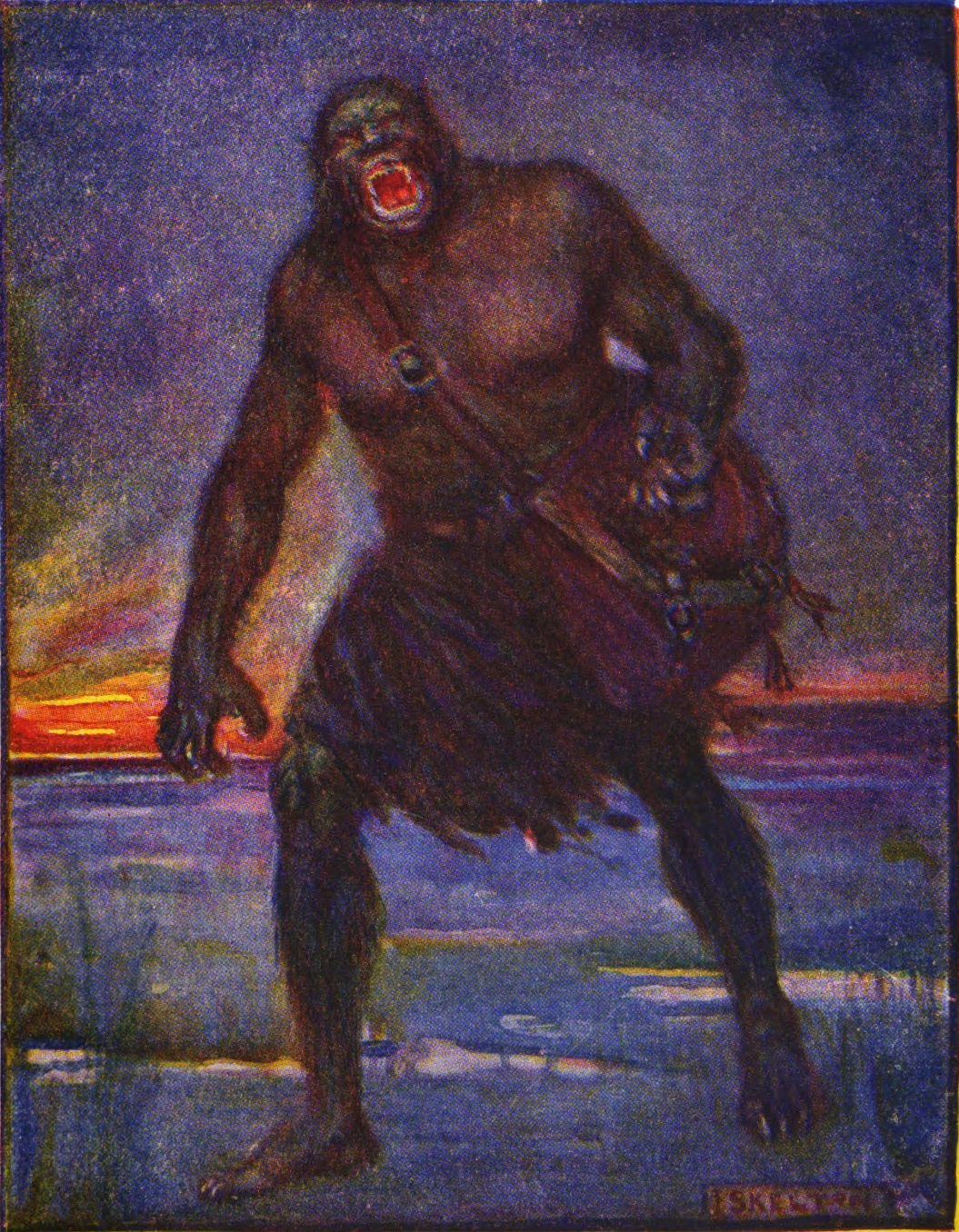
Una ilustración de Grendel por J. R. Skelton en Historias de Beowulf.

Gréndel es uno de los tres antagonistas presentes en el poema épico anglo sajón Beowulf, compuesto alrededor de los años 700-1000 d. C.
En el poema hay pocas descripciones del monstruo, pero se infiere que se trataba de una criatura salvaje, con una fuerza brutal y de enorme estatura. Tal vez un demonio o un gigante, también se refieren a él en el poema como un ogro, un orco o un licántropo e hijo de Caín. Grendel es descrito como "una criatura de las tinieblas, exiliada de la felicidad y maldita por Dios, la destructora y devoradora de nuestra especie humana".

## Etimología del nombre
El origen del nombre “Grendel” aún no se comprende del todo. El nombre propio podría referirse al verbo inglés antiguo grindan, que significa “moler, aplastar, crujir, destruir”. Otra posible conexión podría ser con la palabra anglosajona grund, que significa “suelo, tierra”, porque la madre de Grendel se llama Grundwyrgen (“monstruo maldito de las profundidades”). La palabra grendel o grindel también aparece en varios textos anglosajones en relación con lagos, pantanos y estanques. El sustantivo islandés grandi, que significa “banco de arena”, también encaja aquí. También podría estar relacionado con el adjetivo inglés medio gryndel, que puede traducirse como “molesto”. 

## Historia

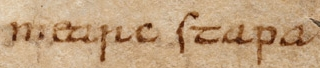
El autor de Beowulf a menudo usa varias frases sustitutas para el nombre de Grendel como esta, el mearc stapa ("paso a paso de la marca"), un habitante de la frontera.

Grendel es un personaje del poema Beowulf, conservado en el Nowell Codex. Grendel, siendo maldecido como descendiente del bíblico Caín, es "atormentado" por los sonidos de cantos que llegan cada noche desde la sala de hidromiel llamada Heorot construida por el rey Hrothgar. Un día no puede soportarlo más y ataca Heorot. Grendel continúa atacando la sala todas las noches durante doce años, matando a sus habitantes e inutilizando esta magnífica sala de banquetes. Para agregar a su monstruosa descripción, el poeta detalla cómo Grendel consume a los hombres que mata; "ahora que podía esperar comer hasta saciarse".
Beowulf se entera de estos ataques y deja su tierra natal de los Geats para destruir a Grendel. El rey Hrothgar le da una calurosa bienvenida y ofrece un banquete para celebrarlo. Luego, Beowulf y sus guerreros se acuestan en la sala de hidromiel para esperar el inevitable ataque de la criatura. Grendel acecha fuera del edificio por un tiempo, espiando a los guerreros adentro. Luego hace un ataque repentino, revienta la puerta con los puños y atraviesa la entrada. El primer guerrero que encuentra Grendel todavía está dormido, por lo que agarra al hombre y lo devora. Grendel agarra a un segundo guerrero, pero se sorprende cuando el guerrero lo agarra con una fuerza temible. Mientras Grendel intenta desprenderse de él, el lector descubre que Beowulf es ese segundo guerrero. Beowulf no usa armas ni armaduras en esta pelea. Tampoco confía en sus compañeros y no los necesita. Beowulf confía en que Dios le ha dado la fuerza para derrotar a Grendel, que cree que es el adversario de Dios. Finalmente, Beowulf arranca el brazo de Grendel, hiriendo mortalmente a la criatura. Grendel huye, pero finalmente muere en su guarida del pantano. Allí, Beowulf luego se involucra en una feroz batalla con la madre de Grendel, sobre la que triunfa, aunque solo sea gracias a una espada encontrada en el lugar. Después de su muerte, Beowulf encuentra el cadáver de Grendel y le quita la cabeza, que conserva como trofeo. Beowulf posteriormente regresa a la superficie y a sus hombres a la "hora novena" (l. 1600, "nōn", alrededor de las 3 de la tarde). Regresa a Heorot, donde un Hrothgar agradecido lo colma de regalos.

## Descripciones en el poema
En el poema, Gréndel invade Hérot, la tierra de los daneses, volviéndola inhabitable, ya que devoraba humanos sin que nadie se le opusiera. El héroe de los gautas, Beowulf, deja su tierra natal para derrotar al monstruo. El guerrero lo termina matando después de una lucha a mano limpia. Y luego la madre de Grendel vuelve para vengarse, más terrible y poderosa, pero también sucumbe a manos de Beowulf.
Su primera aparición en el poema:
"102 Llamábase Gréndel aquel espantoso, horripilante
103 y perverso proscrito: moraba en fangales,
104 en grutas y charcas. Desde tiempos remotos
105 vivía esta fiera entre gente infernal,
106 padeciendo la pena que Dios infligió"
Su fuerza:
"720 El horrible enemigo, el privado de goces,
721 llegó ante la estancia. Con solo tocarla,
722 en la puerta rompió los forjados cerrojos:
723 ya podía el maligno —era grande su furia—"
Única descripción física:
"726 con rabia avanzó: tenía en sus ojos
727 un brillo espantoso, igual que de fuego."
"738 cómo iría a atacar con sus garras feroces."
Sus poderes mágicos:
"798 Mas aquellos vasallos de recio coraje,
799 que por todos los lados poníanle acoso
800 al dañino enemigo, no hallaban la forma
801 de herirlo de muerte: al torvo proscrito
802 espada ninguna que hubiese en el mundo,
803 ni el hierro mejor, abatirlo podía,
804 pues él con su magia hechizaba las armas,
805 sus filos de guerra."

## Relación con tradiciones germánicas más amplias

### Identidad como eoten
En 1936, la obra de J. R. R. Tolkien Beowulf: The Monsters and the Critics discutió sobre Grendel y el dragón en Beowulf. Tolkien señala que, aunque Grendel es descendiente del Caín bíblico, "no puede disociarse de las criaturas del mito nórdico". Señala que Caín se presenta como antepasado de seres como eotenas e ylfe, a los que equipara con sus similares del nórdico antiguo jötnar y álfar. Además, sostiene que esta mezcla de tradiciones es intencionada y se observa en el poema en general. En concreto, Grendel es descrito como un eoten y un þyrs, afines a en nórdico antiguo: jötunn y þurs respectivamente; se ha propuesto que el poeta y el público del poema habrían visto a Grendel como perteneciente al mismo grupo de seres que el jötnar de la tradición escandinava.  Aunque en los relatos en nórdico antiguo los jötnar son muy diversos, carecen de una apariencia física única y es mejor considerarlos como una agrupación social, se han identificado algunos rasgos ampliamente compartidos, como vivir en la periferia del mundo, fuera de la sociedad.  Tanto en los relatos en nórdico antiguo como en inglés antiguo, estas fronteras entre los reinos de la humanidad y los de los seres sobrenaturales suelen estar marcadas por agua, como humedales, ríos o la superficie de lagos.. Esto concuerda notablemente con la descripción de Grendel como habitante de pantanos y con Maxims II, que identifica los pantanos como el lugar de residencia característico de las þyrsas.

### Otras
Katherine O'Keefe ha sugerido que Grendel se parece a un berserker, debido a las numerosas asociaciones que parecen apuntar a esta posibilidad.
La historiadora Sonya R. Jensen  defiende una identificación entre Grendel y Agnar, hijo de Ingeld, y sugiere que la historia de los dos primeros monstruos es en realidad la historia de Ingeld, mencionada por Alcuin en la década de 790. El cuento de Agnar cuenta cómo fue cortado por la mitad por el guerrero Bödvar Bjarki (Oso pequeño belicoso), y cómo murió "con los labios separados en una sonrisa". Un gran paralelismo entre Agnar y Grendel sería, pues, que el monstruo del poema tiene un nombre compuesto quizá por una combinación de las palabras gren y daelan. El poeta puede estar recalcando a su audiencia que Grendel "murió riendo", o que fue gren-dael[ed] o grin-divid[ed], después de que Beowulf, cuyo nombre significa abeja-lobo u oso, le arrancara el brazo por el hombro.

## En otras obras
Famoso por el poema, su nombre ha sido utilizado como sinónimo de demonio. Incluso se llegó a usar en obras de literatura moderna, como la saga de ciencia ficción Los cantos de Hyperion, en la que su autor Dan Simmons se refería con este nombre a su particular monstruo Alcaudón. En el mundo del cómic, se lo encuentra en el personaje del mismo nombre dibujado y guionado por Matt Wagner.
En la serie de novelas ligeras Highschool DxD Grendel aparece como un dragón de grandes proporciones de color verde oscuro, descrito como un "Dragón Maligno".
En la novela Devoradores de cadáveres, de Michael Crichton, adaptada al cine como The 13th Warrior, se relata una versión "realista" de Beowulf escrita por el viajero musulmán Ibn Fadlan. Grendel es sustituido por los Wendol, una tribu de neandertales que sobrevive en un valle remoto de Dinamarca en pleno siglo X y que aterroriza a los poblados vikingos de la zona. La madre de Grendel es representada en esta obra como la sacerdotisa y jefa suprema de la tribu.
También el grupo musical Marillion compuso una canción en su honor, poniéndose del lado del "monstruo". Es su canción más larga. El grupo de heavy metal Dantesco compuso otra canción llamada "la última visita de Grendel".
En el videojuego The Wolf Among Us, aparece como un monstruo alcohólico que se disfraza de humano.
En Assassin's Creed: Valhalla Grendel es en realidad un hombre que la gente confunde con un monstruo.
Van Arkride, el protagonista de Trails through Daybreak, de la saga The Legend of Heroes tiene el poder de transformarse en Grendel, aunque su metamorfosis contiene también referencia a las clásicas series Tokusatsu.